# Hilara wuorentausi
Hilara wuorentausi är en tvåvingeart som beskrevs av Frey 1952. Hilara wuorentausi ingår i släktet Hilara och familjen dansflugor. Inga underarter finns listade i Catalogue of Life.